# 向力力
向力力（1962年9月—），湖南衡东人。男，汉族。1983年7月参加工作。湘潭大学历史系历史专业毕业，湖南大学管理科学与工程专业硕士、博士。中华人民共和国政治人物。

## 生平
1979年9月，在湘潭大学历史系历史学专业大学学习，获历史学学士学位。1983年7月，任湖南省衡阳市衡山县宋侨公社宣传干事。1983年10月，任衡山县团委副书记。1984年8月，任衡山县白果镇副镇长。1985年1月，任中共衡山县委办公室副主任。1986年5月，任湖南省人民政府驻深圳办事处干事、主任科员。1988年10月，任中共湖南省委办公厅秘书处秘书。1991年3月，任中共湖南省委办公厅秘书处副处级秘书。1991年7月，任中共零陵地区冷水滩市（县级）委副书记，凤凰园经济开发区党工委书记。1993年6月，任中共冷水滩市委（县级）副书记、正处级干部、凤凰园经济开发区党工委书记。
1993年9月，任中共长沙市委办公厅副秘书长。1995年5月，任中共长沙市西区区委书记。1996年7月，任中共岳麓区委书记。1998年1月，任长沙市人民政府副市长，中共岳麓区委书记。1998年7月，任长沙市人民政府副市长。2000年12月，任长沙市人民政府副市长，长沙市商业银行董事长（其间于1999年12月至2001年12月，在湖南大学管理科学与工程专业研究生学习；2003年12年至2004年6月，在湖南省中青年领导干部第三期赴美培训班美国巴尔的摩大学学习）。2004年6月，任长沙市人民政府副市长（其间于2002年9月至2005年12月，在湖南大学管理科学与工程专业博士研究生学习，获管理学博士学位）。2006年9月，任中共长沙市委常委，长沙市人民政府常务副市长。
2007年11月，任湖南省商务厅副厅长、党组副书记。2008年3月，任湖南省商务厅厅长、党组书记。2008年8月，任中共郴州市委副书记、代市长。2009年2月，任中共郴州市委副书记、市长。2011年12月，任中共郴州市委书记。
2015年3月，任湖南省人民政府党组成员、办公厅党组书记。2015年5月，任湖南省人民政府秘书长、党组成员，办公厅党组书记。2016年5月，任湖南省人民政府副省长、秘书长、党组成员，办公厅党组书记。2016年11月，不再担任湖南省人民政府秘书长。2018年1月，任湖南省人大常委会副主任。

## 落马
2019年5月17日，据中央纪委国家监委网站消息：“湖南省人大常委会副主任向力力涉嫌严重违纪违法，目前正接受中央纪委国家监委纪律审查和监察调查。”。他的落马与之前刚落马的中共云南省委原书记秦光荣有关，两人曾在湖南长期共事。2019年9月7日，中央纪委通报向力力已被双开，并移送检察机关依法审查起诉。
2019年12月12日，广西壮族自治区柳州市中级人民法院一审公开开庭审理了湖南省人大常委会原副主任向力力受贿一案。柳州市人民检察院起诉指控：2001年至2018年，被告人向力力利用担任湖南省长沙市人民政府副市长兼长沙市商业银行董事长，中共长沙市委常委、长沙市人民政府副市长，湖南省郴州市人民政府市长，中共郴州市委书记，湖南省人大常委会副主任等职务上的便利，为有关单位和个人在土地开发、项目推进、企业改制及工程承揽等事项上提供帮助。2003年至2019年，向力力通过他人非法收受相关单位和个人给予的财物，共计人民币6667万余元。
2020年6月12日，广西壮族自治区柳州市中级人民法院经审理查明：2001年至2018年，被告人向力力利用担任湖南省长沙市副市长兼长沙市商业银行董事长，长沙市委常委、副市长，湖南省郴州市市长，郴州市委书记，湖南省人大常委会副主任等职务上的便利，为有关单位和个人在土地开发、项目推进、企业改制、工程承揽等事项上提供帮助。2003年9月至2019年1月，向力力通过他人非法收受上述单位及个人给予的人民币共计6667万余元。决定对被告人向力力以受贿罪判处有期徒刑十五年，并处罚金人民币六百万元。向力力当庭表示服从判决，不上诉。